# ديميتار ديموف (كاتب)
ديميتار ديموف (بالبلغارية: Димитър Димов) هو طبيب بيطري وكاتب ومؤلف بلغاري، ولد في 25 يونيو 1909 في لوفتش في بلغاريا، وتوفي في 1 أبريل 1966 في بوخارست في رومانيا بسبب الأمراض الدماغية الوعائية.

## وصلات خارجية
- ديميتار ديموف على موقع IMDb (الإنجليزية)
- ديميتار ديموف على موقع قاعدة بيانات الفيلم (الإنجليزية)